# هنري سوليفان
هنري سوليفان (بالإنجليزية: Henry Francis Sullivan)‏ هو سباح أمريكي، (ولد في لوويل في الولايات المتحدة 1892 – 1955 م).